# Levan Tediachvili
Levan Tediachvili (en géorgien : ლევან თედიაშვილი et en russe : Леван Китоевич Тедиашвили), né le 15 mars 1948 à Sagaredjo (République socialiste soviétique de Géorgie, URSS) et mort le 17 février 2024, est un lutteur soviétique, de nationalité géorgienne, spécialiste de lutte libre. Il est champion olympique en 1972 et 1976. Il est invaincu entre 1971 et 1976.
Il est médaillé d'or aux Championnats du monde de 1971, 1973, 1974 et 1975 et médaillé d'argent en 1978. Il est aussi champion d'Europe en 1974, 1976 et 1978.